# باباجعفر ابهری
جعفر ابن محمّد بن حسین ابهری معروف به باباجعفر (زادهٔ ۳۵۰ قمری در ابهر - درگذشته ۴۲۸ ق.)، از صوفیان، شاعران و حدیث‌دانان ایرانی نیمهٔ دوم قرن چهارم و اوایل قرن پنجم هجری قمری است.
بابا جعفر ابهری در ۳۵۰ قمری در ابهر زاده شده و در همدان زیسته‌است. وی در سال ۴۲۸ در سن هفتاد و هشت سالگی درگذشت.
در متون عرفانی فارسی، نامی از باباجعفر ابهری و نشانی از کتاب او، «آداب الفقراء»، نیست؛ ولی در زندگی‌نامه‌ها و آثاری که درباره حوزه عرفانی جبال (زاگرس شمالی) نوشته شده و بیشتر هم به زبان عربی است، او عارف، شاعر و محدث بزرگی به شمار می‌رود که جایگاه خاصی در عرفان آن مناطق دارد.
بی‌گمان بابا جعفری که در راحةالصدور در دیدار پیران همدان با طغرل بیک، نامش ذکر شده‌است، همان بابا جعفر ابهری است:
«چون طغرل بیک به همدان آمد از اولیا سه پیر بودند بابا طاهر و بابا جعفر و شیخ حمشاد. کوهی است بر در همدان که آن را خضر خوانند برآن‌جا ایستاده بودند نظر سلطان بر ایشان آمد، کوکبهٔ لشکر بدانست و پیاده شد و با وزیر ابونصر الکندری پیش ایشان آمد و دست‌هاشان ببوسید.»
هنگامی‌که خطیب بغدادی نگارندهٔ معروف تاریخ بغداد به همدان سفر کرد با مشایخ بزرگ شهر دیداری داشت که یکی از این مشایخ ابو محمّد جعفر بن محمّد ابهری بود.
بیشترین توضیح دربارهٔ بابا جعفر در کتاب سیر اعلام النبلاء دیده می‌شود.

## آداب الفقراء
آداب الفقراء کتاب کوچکی است نگاشتهٔ بابا جعفر ابهری که در بیست و دو باب به زبان عربی نوشته شده‌است اما در آن سطرهایی به فارسی نیز وجود دارد. تاریخ تألیف کتاب اواخر قرن چهارم یا اوایل قرن پنجم می‌باشد.
نخستین باب «در حقیقت فقر» و آخرین باب «در کم دیدار کردن» است. کتاب با این‌که مفصّل و گسترده نیست ولی موضوعات گوناگونی را دربر می‌گیرد که از آن جمله داستان‌هایی از زندگانی عارفان است. در این کتاب، برخی گفتارها چون باب سماع گسترده‌تر است و باب‌هایی نیز کوتاه و اندک هستند که به نیم صفحه هم نمی‌رسد.
بابا جعفر این اثر را در همدان نگاشته‌است و از نظر رواج نظم و نثر فارسی در حوزهٔ عراق عجم، پیش از زمانی که در تاریخ ادبیّات‌های فارسی از آن بحث می‌شود، درخور توجه و درنگ می‌باشد.
بابا جعفر در گفتاربندی و تدوین کتاب از آثار پیشینیان خویش همچون المع سراج توسی و قوت‌القلوب بی‌تأثیر نیست، امّا در مقایسه با آن دو کتاب به ویژه قوت القلوب ابو طالب مکّی بسیار کوتاه‌است.
نام عارفان بسیاری در این کتاب آمده که در آثار دیگر کم‌تر به چشم می‌خورد و ابیات عربی فراوانی نیز در کتاب دیده می‌شود.
تنها نسخهٔ این اثر در کتابخانه ایاصوفیه به شماره ۵۶۳۱ نگهداری می‌شود و ۹۸ صفحه دارد.

### بیت‌های فارسی
در کتاب آداب الفقراء دو بیت شعر فارسی در دو جای آمده‌است. بیت‌ها وزن رباعی دارند و یک بیت هم فهلوی است که خواندن آن بسیار دشوار می‌نماید.
در یکی‌از مراسم سماع، سفیان ثوری قول مغنّی را می‌شنود که چنین می‌گوید:
- «بفروختی مرا بدین ارزانی / من دانستم که تو نه بازرگانی»
- «من دل به کسی دهم که جان ارزد / گر جان ببرد هزار چندان ارزد»

عبارات فارسی:
- این نه از قال و قیل است کین از یقین پاک است.
- بخش دوم این عبارت: «نکتة: لا تدخل الجنّة بالعمل و لا بغیر العمل، به کار نروی و بی‌کار نروی.»
- اگر خدا بهشت مؤمنان را ندهد، بر خدا کاسدتر بماند از دعوت حجّام